# Alafia benthamii
Alafia benthamii là một loài thực vật có hoa trong họ La bố ma. Loài này được (Baill.) Stapf mô tả khoa học đầu tiên năm 1902.